# شهرستان سالین (آرکانزاس)
شهرستان سالین، آرکانزاس (به انگلیسی: Saline County, Arkansas) شهرستانی در ایالات متحده آمریکا است که در آرکانزاس واقع شده‌است.

## خصوصیات
شهرستان سالین ۱٬۸۹۰٫۷ کیلومترمربع مساحت دارد.